# Velaux
Velaux is een gemeente in het Franse departement Bouches-du-Rhône (regio Provence-Alpes-Côte d'Azur). Velaux telde op 1 januari 2022 8.827 inwoners.
Keltenheiligdom Roquepertuse maakt deel uit van de gemeente.

## Geografie
De oppervlakte van Velaux bedroeg op 1 januari 2022 25,23 vierkante kilometer; de bevolkingsdichtheid was toen 349,9 inwoners per km².
De onderstaande kaart toont de ligging van Velaux met de belangrijkste infrastructuur en aangrenzende gemeenten.

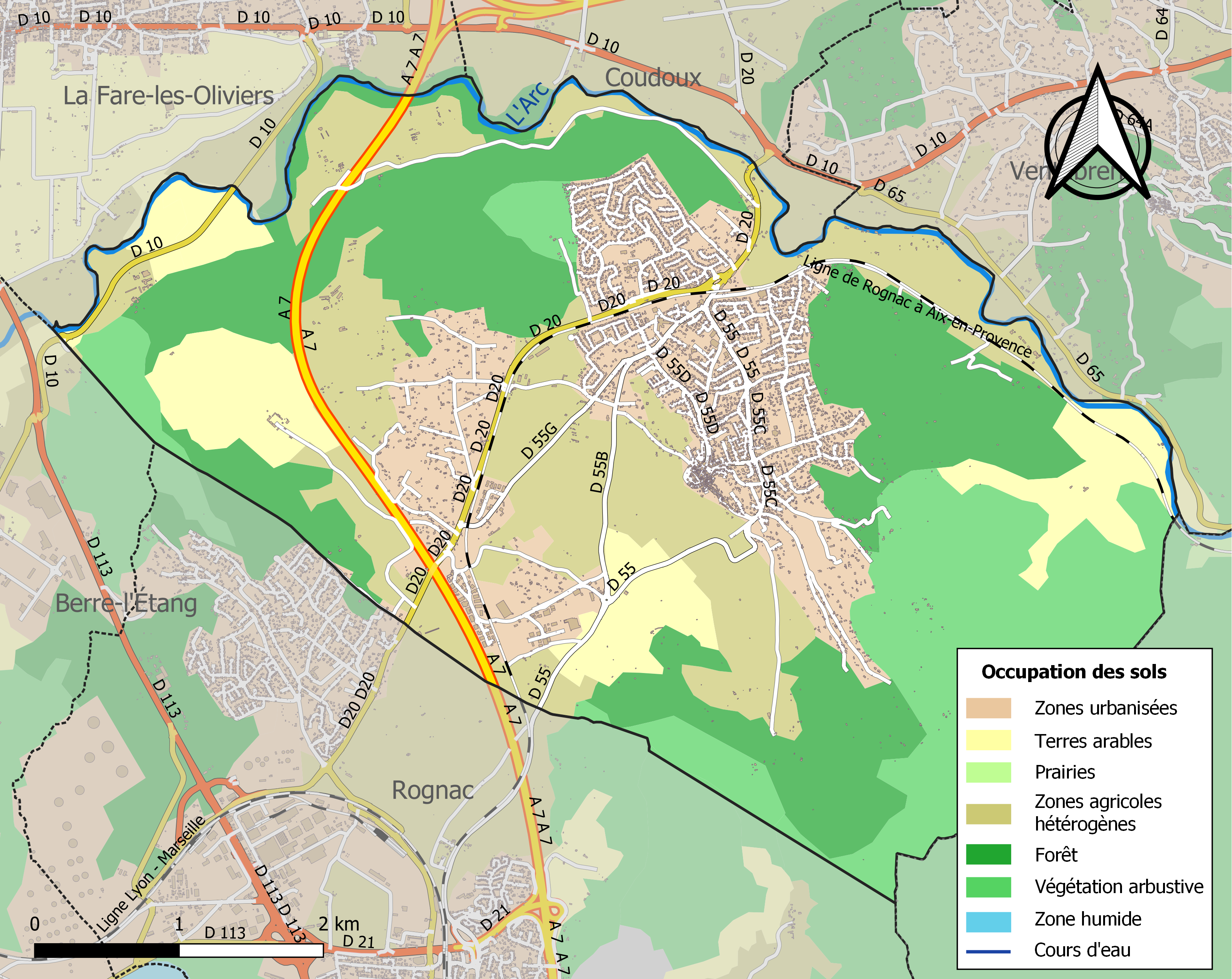

## Verkeer en vervoer
In de gemeente ligt spoorwegstation Velaux-Coudoux

## Demografie
Onderstaande figuur toont het verloop van het inwoneraantal van Velaux vanaf 1962.

Vanwege een beveiligingsprobleem met de MediaWiki Graph-software is het momenteel niet mogelijk deze grafiek weer te geven. Zodra de software is bijgewerkt zal de grafiek vanzelf weer zichtbaar worden.